# Maurice de Germiny
Pour les autres membres de la famille, voir Famille Le Bègue de Germiny.
Maurice Le Bègue de Germiny, dit Maurice de Germiny, né le 23 novembre 1939 à Saint-Maurice-du-Désert dans l'Orne, est un évêque français, évêque émérite de Blois depuis 2014.

## Biographie

### Formation
Issu de la famille aristocratique Le Bègue de Germiny, Maurice de Germiny a été élève de l'École nationale des chartes, où il y obtient le diplôme d’archiviste paléographe en 1967 avec une thèse intitulée Le clergé séculier du diocèse de Sées de 1478 à 1539.

### Directeur des Archives départementales du Jura
Le 13 mai 1968, il est nommé directeur des Archives départementales du Jura. Il co-dirige avec le musée  de Lons-le-Saunier une exposition sur le cinquantenaire de l'armistice de 1918 qui, présentée à Dole et Lons-le-Saunier, reçoit 5236 visiteurs,. Néanmoins, son passage à la tête des Archives départementales est bref : il démissionne de ce poste le 30 juin 1969.

### Prêtre du diocèse de Paris
En 1969, Maurice de Germiny entre au séminaire des Carmes à Paris et obtient une maîtrise en théologie à l'Institut catholique de Paris.
Il est ordonné prêtre le 29 juin 1974 pour l’archidiocèse de Paris.
Il commence son ministère en tant que vicaire à la paroisse Notre-Dame d'Auteuil en 1974. En 1978, il sert également comme aumônier au Centre médical Édouard-Rist. L'année suivante, il devient vicaire à Saint-Roch. De 1981 à 1986, il assume le rôle de secrétaire particulier du  cardinal Jean-Marie Lustiger.
En septembre 1986, il est nommé vicaire épiscopal pour les vocations et les affaires culturelles de l'archidiocèse et curé de Saint-Séverin-Saint-Nicolas, une fonction qu'il occupe jusqu'en 1993. Pendant cette période, il dirige l’œuvre des vocations et la fondation de délégué de l'archevêque pour les vocations sacerdotales et religieuses. En 1993, il prend la responsabilité du Service des prêtres et de leur formation continue. La même année, il est nommé chanoine titulaire de Notre-Dame et vicaire général de l’archidiocèse de Paris. Il occupe le vicariat général jusqu'en 1997.

### Évêque de Blois

#### Nomination
En 1997, Mario Tagliaferri, nonce apostolique en France, lui propose de prendre la tête du diocèse de Blois, ce qu'il accepte. Il est nommé évêque du diocèse le 27 mars 1997,, succédant à Mgr Jean Cuminal décédé en 1996. Maurice de Germiny est consacré le 24 mai 1997 par le cardinal Jean-Marie Lustiger.

#### Convocation du synode diocésain
Peu après sa nomination, Maurice de Germiny annonce à l'occasion du tricentenaire de l'évêché de Blois l'organisation d'un synode diocésain, dont le projet est validé par avis du Conseil presbytéral le 13 octobre 1998. Le dernier synode diocésain avait été convoqué par Mgr Louis Robin en 1947 et ne réunissait que les prêtres. Mgr Maurice de Germiny donne trois grandes orientations au synode : le maillage diocésain, l'initiation chrétienne et la formation. L'organisation du synode est  confiée au père Pierre Masson qui est notamment chargé de recruter l'équipe constituant le secrétariat du synode. L'assemblée synodale, composée de 192 personnes, dont 44 clercs, 10 religieuses et 138 laïcs, se réunit à sept reprises entre le 29 novembre 1998 et le 9 janvier 2000. 
Le synode aboutit en 2000 à une vaste réforme territoriale : si les 292 paroisses sont conservées, elles sont regroupées en secteurs pastoraux, tandis que le maillage territorial est réorganisé autour de quinze points d'appui animés par des équipes pastorales constituées de trois prêtres, l'équipe presbytérale, et de laïcs, ceci, afin d'éviter l'isolement des prêtres en paroisse. Mgr Maurice de Germiny s'inspire du fonctionnement de la Communauté Saint-Martin, dont les prêtres vivent en communauté d'au moins trois dans les diocèses dans lesquels ils sont envoyés. 
Pour faire face au manque de prêtres, Maurice de Germiny créé également des équipes de laïcs pour l'accompagnement des funérailles. En 2015, le diocèse compte 60 prêtres en activité, dont les trois-quart des moins de 50 ans sont des prêtres de la Communauté Saint-Martin,.

#### Nouvelle évangélisation et crise des vocations
Sous son impulsion, le diocèse de Blois fonde en 2007 une radio associative, RCF 41 ou RCF Loir-et-Cher, affiliée au réseau Radio chrétienne francophone. Elle commence ses activités en octobre 2008. Maurice de Germiny y tient une émission hebdomadaire, « Parole d'évêque sur  les ondes », dans laquelle il aborde des sujets de société, la vie de l’Église locale et internationale et l'actualité. 
Pour répondre à la crise des vocations, Maurice de Germiny met en place en 2009 un rassemblement annuel de prières pour les vocations sacerdotales, les journées diocésaines de la vocation à Choue, qui rendent hommage à l'abbé Charles Balley, maître spirituel du curé d'Ars, Jean-Marie Vianney, qui exerce son premier ministère dans la commune de Choue entre 1785 et 1791. Le rassemblement, sur deux jours, alterne offices religieux, marches et conférences,,.
Bien qu'il s'oppose initialement à la mise en place systématique des équipes d'animation pastorale (EAP) au sein du diocèse, il lance en 2010 une réflexion sur le sujet. S'appuyant sur l'expertise de l'ecclésiologue François Moog, il promulgue le 26 mai 2011 un décret conduisant à l'institution des EAP dans tous les secteurs du diocèse. La réforme porte ses fruits : en 2014, Blois compte une vingtaine d'EAP, dont une dans le secteur paroissial de Montoire et Thoré, et une autre à Mondoubleau.

#### Valorisation du patrimoine religieux du diocèse
En 1999, Maurice de Germiny réhabilite la figure de l'abbé Grégoire en le réintégrant dans la liste des évêques de Blois. Considéré comme un traître par les catholiques pour avoir approuvé la constitution civile du clergé, et accusé d'avoir voté la mort du roi Louis XVI, l'abbé Grégoire était peu à peu tombé dans l'oubli. Ainsi, celui-ci est le seul évêque blésien à ne pas avoir son portrait accroché dans le salon de l'évêché. Admirateur de l'abbé Grégoire, Maurice de Germiny le réintroduit donc dans la succession apostolique.   
En 2012, l'église Saint-Martin de Crouy est la cible d'un acte de profanation, le tabernacle ayant été forcé pour y dérober les hosties consacrées. À la suite de la messe de réconciliation célébrée le 5 juillet 2012 dans l'église de Crouy-sur-Cosson, Maurice de Germiny exprime le souhait de maintenir les églises du diocèse ouvertes au public autant que possible. Cependant, en raison d'un manque de volontaires et de préoccupations de sécurité, l'accès libre et permanent à ces bâtiments religieux n'est pas toujours garanti. 

#### Une visite pastorale en guise de bilan
Dans la continuité de l'année de la foi, Maurice de Germiny décide en septembre 2013 de mener une visite pastorale dans le diocèse, afin de prendre le pouls des communautés chrétiennes de Blois et de faire le point sur les réformes engagées. La visite, qui dure 25 jours, de novembre 2013 à avril 2014, est aussi l'occasion pour l'évêque de rencontrer les acteurs de la vie locale, comme les élus, les chefs d'entreprises, les membres de syndicats, les artisans, les agriculteurs et les professionnels de la santé,.

### Évêque émérite
Le 22 novembre 2014, le pape François accepte sa démission pour limite d'âge, et nomme Jean-Pierre Batut pour lui succéder.
Évêque émérite, il se retire à Saint-Maurice-du-Désert, dont il est originaire, tout en conservant une activité pastorale : en 2019, il donne la confession tous les vendredis en la cathédrale Notre-Dame de Paris. 
En outre, il conserve des liens avec son ancien diocèse : en 2023, Maurice de Germiny apporte son soutien au projet d'installation des statues commémoratives de deux anciens évêques du diocèse, l'abbé Grégoire et Alexandre de Lauzières-Thémines, dans la chapelle de la cathédrale Saint-Louis de Blois. Si depuis la création du diocèse, tous les évêques de Blois ont leur sépulture dans la crypte de la cathédrale, Henri Grégoire et Alexandre de Lauzières-Thémines sont les seuls à ne pas y être enterrés. Les effigies sont inaugurées le 25 juin 2023, sous le patronage de Maurice de Germiny et de Jack Lang, ancien maire de Blois.

### Autres responsabilités
En 1998, il est appelé par Henri Brincard, évêque accompagnateur du service des archives de la Conférence des évêques de France et chartiste, à rejoindre le Conseil d'orientation du CNAEF, nouvellement créé. Il devient à son tour évêque accompagnateur du CNAEF en 2011, puis laisse sa place à Robert Le Gall en 2022.  
Au sein de la Conférence des évêques de France, il est membre de la commission de la liturgie et de la pastorale sacramentelle et président de l'Observatoire foi et culture entre 2006 et 2010.
Il est membre de l'Académie catholique de France et de la Commission des travaux historiques de la ville de Paris,.

## Prises de position
Lors de la polémique qui entoure le Téléthon en 2006, et en particulier l'utilisation d'une partie des fonds récoltés pour la recherche sur l'embryon humain, il regrette qu'il n'y ait pas assez de transparence sur l'utilisation des fonds entre les différents programmes de recherche.
Le 4 mai 2012, à la veille du second tour de l'élection présidentielle, Maurice de Germiny diffuse sur le site du diocèse de Blois un communiqué dans lequel il appelle « les électeurs à être cohérents avec leur foi », et à faire de l'opposition à l'euthanasie et au mariage homosexuel des principes non négociables,. Cette déclaration est perçue par les médias,,, mais aussi par certains élus, comme un appel à voter pour Nicolas Sarkozy, et lui vaut, selon ses dires, des critiques virulentes. 
La même année, il affirme son opposition au projet de loi ouvrant le mariage homosexuel aux couples de personnes de même sexe. Se disant « en résistance », il participe à la Manif pour tous de janvier 2013, où il déclare auprès des journalistes de Famille chrétienne vouloir s'opposer « avec tous les moyens possibles » à ce projet de loi. Il suggère ainsi l'organisation d'un référendum, afin de permettre aux Français de s'exprimer sur la question.

## Décoration
- Chevalier de la Légion d'honneur[63],[48].

## Ouvrage
- Avec Michel Bourgeois-Lechartier, Exposition du cinquantenaire de l'Armistice du 11 novembre 1918, Lons-le-Saunier, Archives départementales du Jura, 1968 (BNF 33109839).